# Marcin Roszkowski (neurochirurg)
Marcin Roszkowski (ur. 27 stycznia 1952 w Warszawie) – polski lekarz neurochirurg specjalizujący się w neurochirurgii dziecięcej, profesor nauk medycznych. Twórca zespołu chirurgicznego leczenia padaczki lekoopornej u dzieci. W latach 2011–2021 prezes Polskiego Towarzystwa Neurochirurgów. W latach 1991–2024 kierownik Kliniki Neurochirurgii Centrum Zdrowia Dziecka.

## Życiorys
Urodził i wychował się w Warszawie. W 1977 ukończył studia medyczne na kierunku lekarskim na Akademii Medycznej w Warszawie. W 1983 w Centrum Medycznym Kształcenia Podyplomowego uzyskał specjalizację z neurochirurgii. W 1984 otrzymał stopień doktora, zaś w 1996 stopień naukowy doktora habilitowanego. W 2003 decyzją prezydenta RP Aleksandra Kwaśniewskiego otrzymał tytuł naukowy profesora nauk medycznych. Przez większość pracy zawodowej związany z Centrum Zdrowia Dziecka. W 1991 w drodze wygranego konkursu objął funkcję kierownika Kliniki Neurochirurgii Centrum Zdrowia Dziecka, będącej najlepszym i najbardziej uznawanym oddziałem neurochirurgii dziecięcej w Polsce. Funkcję tę pełnił do przejścia na emeryturę 3 stycznia 2024. Profesor Marcin Roszkowski po przejściu na emeryturę pracuje jako konsultant neurochirurgi w Lekarskiej Spółdzielni Profesorsko-Ordynatorskiej oraz w Przychodni Lekarzy Wojskowych. W latach 2011–2021 pełnił funkcję prezesa Polskiego Towarzystwa Neurochirurgów, w 2021 otrzymał tytuł Honorowego Prezesa Polskiego Towarzystwa Neurochirurgów. Profesor Marcin Roszkowski jest autorem kilkuset publikacji naukowych z zakresu medycyny. Jest promotorem trzech prac doktorskich oraz recenzentem dwudziestu trzech rozpraw doktorskich lub habilitacyjnych. Jest Członkiem Komitetu Nauk Neurologicznych Polskiej Akademii Nauk.

### Życie prywatne
Pochodzi ze szlacheckiego rodu Roszkowskich pieczętującego się herbem Ogończyk. Jego ojcem był lekarz internista dr Stanisław Roszkowski, zaś stryjem lekarz ginekolog prof. Ireneusz Roszkowski.

## Odznaczenia
- Złoty Krzyż Zasługi (2012, za zasługi w działalności na rzecz ochrony zdrowia oraz rozwoju pediatrii w Polsce)[16],
- Odznaczenie „Bene Meritus” (2015)[17],
- Medal „Gloria Medicinae” (2017)[18].